# 14593 Everett
14593 Everett è un asteroide della fascia principale. Scoperto nel 1998, presenta un'orbita caratterizzata da un semiasse maggiore pari a 2,3046077 UA e da un'eccentricità di 0,1416126, inclinata di 5,51931° rispetto all'eclittica.